# Фицтум фон Экстедт, Фридрих
Граф (с 1711) Фридрих Фицтум фон Экстедт (Витцтум фон Эксштедт; нем. Friedrich I. Vitzthum von Eckstädt; 10 января 1675, Дрезден, Курфюршество Саксония — 13 апреля 1726, Варшава (окрестности города), Речь Посполитая, Польско-саксонская уния) — саксонский посол в России, андреевский кавалер (1710).

## Биография
Выходец из старинной дворянской семьи, перебравшейся в Саксонию из Тюрингии. Родился в 1675 году в Дрездене в семье камергера Кристофа Фитцтума фон Экстедта и Марии, урожденной фон Таубе. В возрасте 11 лет стал пажом при саксонском дворе. Своей преданностью заслужил доверие Августа Сильного, которого сопровождал в гранд-туре еще в бытность Августа наследником престола. Когда Август Сильный стал курфюрстом, Фитцум был направлен послом в Россию, ко двору Петра Великого, где был награждён орденом Андрея Первозванного, став его 20-м кавалером с момента основания. 
В дальнейшем доверие курфюрста принесло Фитцуму ещё целый ряд престижных должностей. Он стал обер-шталмейстером, обер-камергером, действительным тайным советником и номинальным главой Саксонской государственной библиотеки с 1714 года. В 1711 году получил графский титул. В 1721 году был награжден орденом Белого Орла.
Фридрих Фицтум фон Экстедт был убит в 1726 году под Варшавой в конной пистолетной дуэли с графом Виктором де Сен-Жилем. Его вдова и дети унаследовали богатые поместья в разных частях Саксонии.